# Fairplay (revista)
Fairplay é um programa semanal de notícias magazine dedicado para o comerciante de envio internacional da indústria. Foi fundada por Thomas Hope Robinson em 1883 e tem sido constante a publicação desde então, a adição de internet e de e-mail serviço de notícias diário, em 1996. A empresa começou a publicar diretórios na década de 1960, que levou a uma joint venture com a Lloyd's Register , em 2001, conhecido como Lloyd's Register – Fairplay Ltd. Fairplay foi adquirida pela IHS , em 2008, e adquiriu Lloyd's Register compartilhar da marinha de dados de negócios em 2009. A divisão é agora conhecido como o IHS Marítima e Comercial.
Acredita-se[carece de fontes?] Thomas Esperança Robinson era um comerciante marinheiro que virou sua mão para publicação em chegar em terra, no reino UNIDO. Na primeira edição, ele escreveu: "Há tão pouco Fairplay no mundo. Se nossos próprios esforços sucesso, teremos os primeiros passos para promover o hábito de chamar as coisas pelo seu nome certo e, olhando-os através de autêntico óculos." Esta raison d'être tem aparecido em cada edição posterior do Fairplay revista, um arquivo que está disponível para exibição na sede da empresa.
A organização é baseada em Coulsdon, reino UNIDO e tem escritórios na América, Singapura, Suécia e uma rede de correspondentes em todo o mundo.